# Аптеки Риги
Аптеки Риги — исторические рижские аптеки, места по хранению и продаже лекарств, существовавшие в пределах средневекового города. Часто старинные аптеки носили индивидуальное название.

## Ратушная аптека
Старейшие лавки (apotheke) лекарств в городе упоминаются в рижских документальных источниках в 1291 году. Точное их местонахождение неизвестно. Они могли находиться под контролем Рижского рата или же принадлежать членам городского совета либо представителям зажиточного торгового сословия города. Первая Ратушная аптека впервые была упомянута в 1357 году, она примыкала к тогда ещё готическому зданию Ратуши. Она официально считается старейшей аптекой в Латвии и Прибалтике, однако сейчас в месте приблизительного нахождения этой аптеки, здание которой не сохранилось, расположена памятная табличка (перед входом на рынок декоративно-прикладного искусства на территории крытой улицы Яунаву). Аптека при Ратуше, иначе именуемая Большой, долгое время (с 1643 года) принадлежала известному химико-фармацевтическому остзейскому роду Химзелей-Мартини; она прекратила своё существование в 1758 году. Семья Химзелей-Мартини проживала неподалёку (здание находится по адресу Маза Яуниела 5), в гостях у представителей этой семьи преуспевающих аптекарей Риги бывал Пётр Первый, чей дворец располагался почти напротив. Последний представитель этого рода Николай Химзель завещал собранную им коллекцию археологических, исторических и художественных артефактов и редкостей одному из обществ просветителей, и на основе его коллекции впоследствии были созданы Музей истории Риги и мореходства и Музей природы.

## Слоновая аптека
В 1570 году упоминается Слоновая аптека. По всей видимости, в этом году она была основана. В этот период, пришедшийся на боевые действия Ливонской войны, Рига являлась вольным городом, проводила автономную торгово-экономическую политику. Эту аптеку по-другому называют Малой и считают второй старейшей аптекой в истории Риги и Ливонии. Первоначально располагалась на улице Тиргоню, а затем, с 1616 по 1865 года, находилась на Яуниела. Частично сохранились подсобные (складские, провизорные) помещения Слоновой аптеки на улице Яуниела 15. Затем она меняла местонахождения довольно часто; её последний адрес — улица Бривибас 34 (с 1910). В ней три периода своей жизни работал лифляндский (и российский) химик, врач, ботаник и фармацевт Давид Иероним Гриндель, который прослужил в ней учеником с 1789 по 1796 год, а затем, после академической практики в Иене, вернулся в неё в 1798 году и проработал до 1804 года. В 1814 году после периода работы в Дерптском университете, он приобретает аптеку в своё распоряжение и владеет ею до своей смерти в 1836 году. Именно химик и естествоиспытатель Д. И. Гриндель, время от времени проводивший в стенах аптекарской лаборатории некоторые опыты, прославил эту аптеку, которой посвящена часть экспозиции Музея истории медицины имени П. Страдыня. Аптека Слона просуществовала до 1939 года. После Гринделя она часто меняла владельцев, которые по обыкновению называли аптеку в честь себя; последнее её название — аптека Буша. Её закрытие было связано с репатриацией прибалтийско-немецкого населения из Латвии — в числе уезжавших были и владельцы этого заведения.

## Аптека на Калькю
В 1655 году была упомянута аптека на улице Калькю. Её также периодически именовали аптекой предместья. До 1837 году находилась на перекрёстке улиц Калею и Калькю, а в 1837—1949 находилась на Калькю 26 (на время составления энциклопедии «Рига» улица Ленина 10). С 1949 находилась на улице Ленина 18. В настоящее время не существует, однако может по праву считаться третьей старейшей аптекой в Латвии.

## Другие исторические аптеки
В 1758 году была основана Голубая аптека. Сперва она располагалась на Песчаной (Смилшу) улице, но потом довольно часто меняла названия. Например, она была известна как Аптека под Орлом, Биржевая аптека, а также аптека на Ганибу дамбис. Её последний адрес: улица Кирова (ныне Элизабетес), 21 (действовала в советское время, ныне не существует). В 1628 году была основана аптека под Оленем, которая просуществовала до 1941 года. Жилой торговый дом, в котором впоследствии разместилась эта аптека, был построен на Грециниеку 18. Это здание, воздвигнутое в 1605 году, оценивается как старейшее аптечное здание Риги. В 1902 году аптека под Оленем была перенесена в здание по новому адресу: Кунгу 20. С 1834 по 1837 году в ней работал известный лифляндский фармацевт, естествоиспытатель и биолог Карл Фредеркинг (1802—1892), ставший основателем и директором Рижской школы фармации. Ещё одной известным историческим учреждением такого рода является Львиная аптека, которая располагалась в здании по улице Шкюню. Она была основана в 1691 году. Рига тогда являлась крепостью, принадлежащей Швеции, а название могло быть связано со львом как геральдическим символом Шведского королевства. В 1892 году аптека переехала в дом по улице Калькю (Известковая) 14 (здание известно как рижский Дом с подковой). Вход в неё был обрамлён орнаментированным каменным барельефом с изображением льва, который украшал здание до 1984 года, затем был убран, а потом снова закреплён на историческом месте.

## Развитие аптек
Первый аптекарский регламент в Риге был принят в 1636 году в период правления губернатора Шведской Ливонии Бенгта Бенгтсона Оксеншерна. Государственные правила, касавшиеся содержания и функционирования аптечных заведений, были приняты в Российской империи в 1789 году — они коснулись и рижских аптек. В 1919 году, в период существования Латвийской Социалистической Советской республики, было образовано 5 аптек трудового народа, которые обеспечивали набором бесплатных медикаментов наименее защищённые, неимущие слои населения города, страдавшие наиболее остро от военных действий. В период межвоенной Латвии аптечное дело было денационализировано и находилось в руках частных предприятий; в 1940 году аптеки были национализированы по указу советского правительства Латвийской ССР. В настоящий момент в Риге представлены как местные фирмы, так и транснациональные аптечные корпорации, занимающиеся разработкой, транспортировкой и реализацией медикаментов.